# Daniela Sruoga
Daniela Sruoga (Buenos Aires, 21 de septiembre de 1987) es una jugadora argentina de hockey sobre césped. Juega como volante y actualmente se desempeña en Racing Club. Becada por la Secretaría de Deportes de la Nación.

## Trayectoria
Daniela comenzó a jugar al hockey a los cinco años en el Club Gimnasia y Esgrima de Buenos Aires, junto a sus hermanas Agustina, Eugenia y Josefina, esta última también jugadora de la Selección argentina. Debutó en Las Leonas en el 2009, cuando disputó la Copa Panamericana, su primer torneo internacional. En 2010 fue nominada por la FIH al premio de Mejor Jugadora Joven del Mundo, año en el que ganó su segundo Champions Trophy (el primero en 2009) y el Campeonato Mundial.
En 2012, fue parte del equipo que obtuvo la medalla de plata en los Juegos Olímpicos y el tercer título en el Champions Trophy. 
En 2014, obtuvo el tercer puesto en el Campeonato Mundial disputado en La Haya, Países Bajos.

## Vida personal
Estudia la carrera de Sociología en la Universidad de Buenos Aires. Cursó sus estudios primarios y secundarios en el colegio Canada School.

## Títulos
- 2008 - Medalla de bronce en el Panamericano Junior (México, D.F., México)
- 2009 - Medalla de oro en la Copa Panamericana (Hamilton, Bermudas)
- 2009 - Medalla de oro en el Champions Trophy (Sídney, Australia)
- 2010 - Medalla de oro en el Champions Trophy (Nottingham, Inglaterra)
- 2010 - Medalla de oro en el Campeonato Mundial (Rosario, Argentina)
- 2011 - Medalla de plata en el Champions Trophy (Ámsterdam, Países Bajos)
- 2011 - Medalla de plata en los Juegos Panamericanos (Guadalajara, México)
- 2012 - Medalla de oro en el Champions Trophy (Rosario, Argentina)
- 2012 - Medalla de plata en los Juegos Olímpicos (Londres, Inglaterra)
- 2013 - Medalla de oro en la Copa Panamericana (Ciudad de Mendoza, Argentina)
- 2014 - Medalla de bronce en el Campeonato Mundial (La Haya, Países Bajos)